# Minot (Côte-d'Or)
Pour les articles homonymes, voir Minot.
Minot est une commune française située dans le département de la Côte-d'Or en région Bourgogne-Franche-Comté. Les habitants de Minot sont les Minotois et les Minotoises.

## Géographie
Sur les hauteurs du plateau du Duesmois, partie ouest du plateau de Langres doucement vallonné, la commune de Minot se situe sur le seuil bourguignon du bassin parisien où les altitudes peuvent dépasser 500 m. Un tiers du territoire de 36,2 km2 est couvert par les bois, surtout à l'ouest entre Digeanne et Brévon, rivières qui coulent vers le nord. Quelques bois plus clairsemés à l'est s'étalent sur les versants des combes et sur la colline du Champeau, point culminant de la commune à 504 m. Le reste des surfaces est voué à l'agriculture, et dans une moindre mesure aux pâturages dans le fond des vallées, exploité par une douzaine de fermes isolées. Le cours de la Digeanne marque en limite nord de commune le point bas à 363 m d'altitude.
La commune est traversée nord-sud, à l'écart du village, par la D 996 qui joint Dijon au nord du département de la Côte-d'Or en direction de Bar-sur-Aube (D 396 dans le département de l'Aube).

### Hameaux, écarts, lieux-dits
La commune n'a pas de hameau rattaché mais plusieurs fermes isolées.
- Habitat et bâti écarté : fermes de Charme, de Bange, de Lochères, de la Moloise, de Buxerolles, de Charme, du Champ-Vivant, Thoret, le Grand Velbret, Veroille, Lourosse, le Moulin.
- Lieux-dits d'intérêt local : étang du Fays, pont Sébot.
- Ruines : le Peut Coteau, le Petit-Velbret, le Fays,
- Bois : Lavières et Bouquet (anciennes mines de fer), le Frémiet.

### Hydrographie
La limite de commune sud du finage de Minot suit en gros la ligne de partage des eaux orientée est-ouest entre le bassin versant Saône-Rhône et celui de la Seine. Les vallées de la commune sont logiquement orientées perpendiculairement à cette ligne, comme la plupart des rivières dans ce haut bassin de la Seine, se dirigeant vers le nord. La Digeanne, affluente de l'Ource puis de la Seine, naît de la source de la Chaudière-d'Enfer dans le coteau Champ-Lurette, elle est ensuite alimentée par d'autres sources et ruisseaux avant de sortir du territoire (ruisseau de Velbret, fontaine de Tailletote, source de Lourosse, des Prés-Géies, des Prévôtes…), les eaux du lavoir de Minot sont captées avant leur confluence avec la rivière. La limite ouest de la commune est en partie marquée par le val du Brévon (sans comprendre la rivière elle-même, la limite restant en rive droite), affluent de la Seine, ici proche de sa source sur la commune voisine d'Échalot.
Les calcaires du Jurassique qui forment le bassin parisien sont proches de la surface dans cette zone où ils forment parfois des falaises sur le seuil bourguignon, ces roches solubles forment des réseaux souterrains où disparaissent certains cours d'eau. C'est le cas des autres ruisseaux de la commune en dehors de la Digeanne et du Brévon, le ruisseau du Fays dans le bois de la Chassignole forme un étang et irrigue des prés humides avant de disparaître sur la commune de Moitron, pareillement les eaux des sources de Véroilles, de Curtille, du Pré-de-l'École retournent rapidement en terre quand elles débitent, comme celles situées dans ou autour du village, en partie captées, qui remplissent quelques petits étangs mais ne créent pas de cours d'eau.

### Climat
Pour des articles plus généraux, voir Climat de la Bourgogne-Franche-Comté et Climat de la Côte-d'Or.
En 2010, le climat de la commune est de type climat des marges montargnardes, selon une étude du Centre national de la recherche scientifique s'appuyant sur une série de données couvrant la période 1971-2000. En 2020, Météo-France publie une typologie des climats de la France métropolitaine dans laquelle la commune est exposée à un climat océanique altéré et est dans la région climatique  Lorraine, plateau de Langres, Morvan, caractérisée par un hiver rude (1,5 °C), des vents modérés et des brouillards fréquents en automne et hiver.
Pour la période 1971-2000, la température annuelle moyenne est de 9,6 °C, avec une amplitude thermique annuelle de 16,3 °C. Le cumul annuel moyen de précipitations est de 936 mm, avec 12,7 jours de précipitations en janvier et 8,6 jours en juillet. Pour la période 1991-2020, la température moyenne annuelle observée sur la station météorologique de Météo-France la plus proche, « Bure Les Templiers_sapc », sur la commune de Bure-les-Templiers à 8 km à vol d'oiseau, est de 10,7 °C et le cumul annuel moyen de précipitations est de 898,2 mm,. Pour l'avenir, les paramètres climatiques de la commune estimés pour 2050 selon différents scénarios d'émission de gaz à effet de serre sont consultables sur un site dédié publié par Météo-France en novembre 2022.

## Urbanisme

### Typologie
Au 1er janvier 2024, Minot est catégorisée commune rurale à habitat dispersé, selon la nouvelle grille communale de densité à 7 niveaux définie par l'Insee en 2022.
Elle est située hors unité urbaine et hors attraction des villes,.

### Occupation des sols
L'occupation des sols de la commune, telle qu'elle ressort de la base de données européenne d’occupation biophysique des sols Corine Land Cover (CLC), est marquée par l'importance des territoires agricoles (63,3 % en 2018), en diminution par rapport à 1990 (64,2 %). La répartition détaillée en 2018 est la suivante : 
terres arables (46,8 %), forêts (34,5 %), prairies (15,8 %), milieux à végétation arbustive et/ou herbacée (1,2 %), zones urbanisées (1 %), zones agricoles hétérogènes (0,7 %). L'évolution de l’occupation des sols de la commune et de ses infrastructures peut être observée sur les différentes représentations cartographiques du territoire : la carte de Cassini (XVIIIe siècle), la carte d'état-major (1820-1866) et les cartes ou photos aériennes de l'IGN pour la période actuelle (1950 à aujourd'hui).

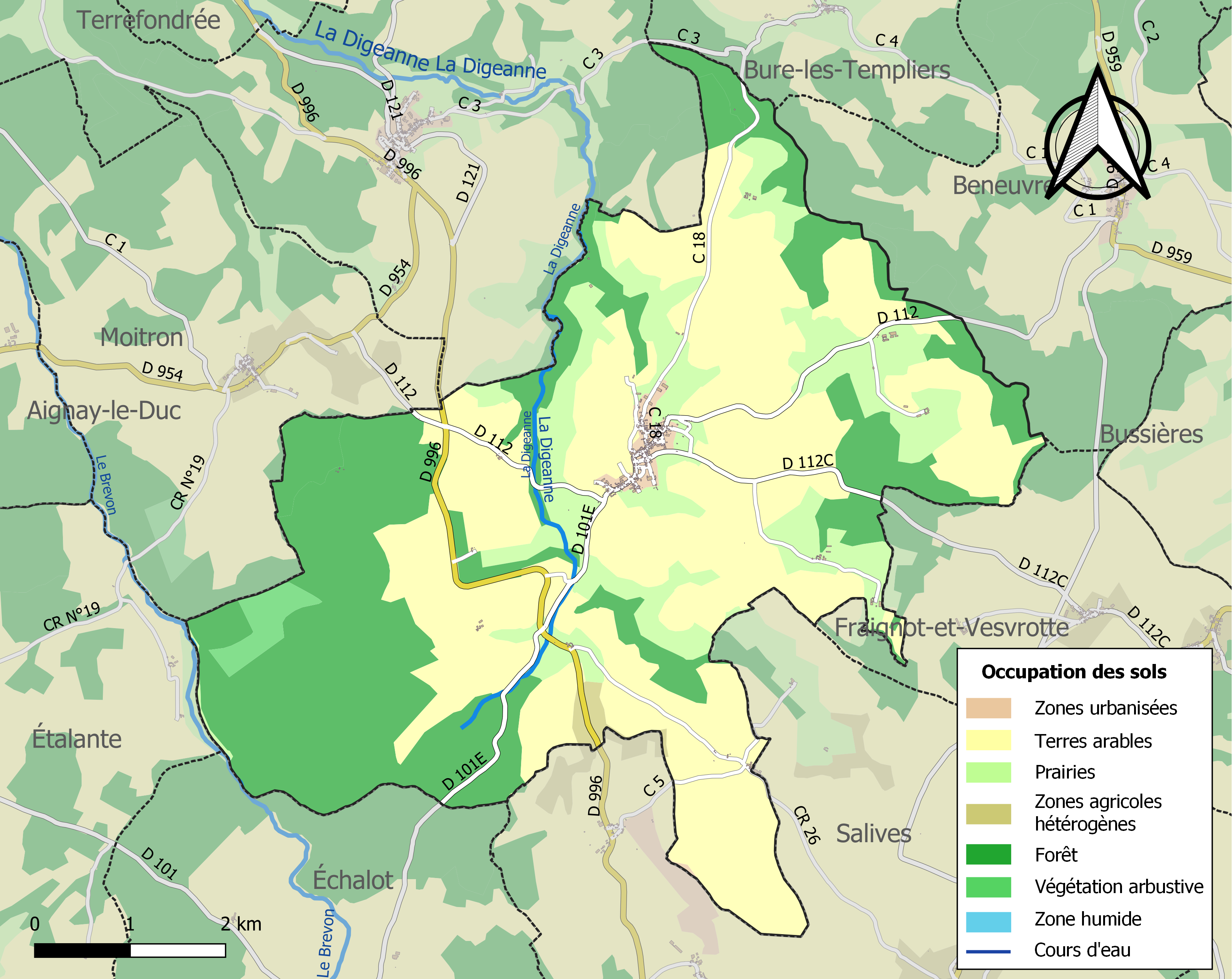
Carte des infrastructures et de l'occupation des sols de la commune en 2018 (CLC).

## Toponymie
Le nom de Minot, "Mignot" jusqu'à la Révolution et auparavant "Mignae" tiendrait son nom du travail du fer et de la mine, ce que semblerait confirmer la toponymie de certain lieux-dits du village, mais que des archéologues contestent.

## Historique

### Préhistoire et Antiquité
Le site du village, qui s'appelait autrefois Mignot, a fait l'objet d'une importante occupation néolithique puis celtique comme l'attestent les nombreux tumulus fouillés aux XIXe et XXIe siècles dont le mobilier est réparti entre les musées de Saint-Germain, Dijon et Châtillon-sur-Seine. Une dizaine de villas gallo-romaines avec mosaïques et sculptures ont été identifiées.

### Moyen Âge
Des sarcophages mérovingiens dispersés ont également été trouvés.

### Les Templiers et les Hospitaliers
Les Templiers puis les Hospitaliers de l'ordre de Saint-Jean de Jérusalem sont seigneurs et propriétaires d'un tiers du territoire jusqu'en 1380. Minot se compose alors de deux parties aujourd’hui reliées. Dominant la vallée de la Digeanne, Minot d'en-haut se distingue par son "château du Mont" détruit en 1477 dont subsiste encore une tour avec maçonnerie romaine. Minot d'en-bas, possède le château fort de la "tour percée" ou "tour du Vau", bâti sur un terrain marécageux dont il reste la mare proche de la salle des fêtes. Ce château est détruit aux environs de 1339. Les dimensions de l'église témoignent de l'importance de l'agglomération à cette époque.

### Époque moderne
Entre 1790 et 1802, Minot est un chef-lieu de canton comprenant Minot, Saint-Broing-les-Moines, Beneuvre, Chaugey et la commanderie de Montmorot. La commune possède alors quelques mines de fer dont les puits d'extraction existent encore dans les bois communaux au lieu-dit "Maupertuis", un fourneau métallurgique près de la ferme Velbret et des forges près du Brevon au lieu-dit "la combe des forges".

### Époque contemporaine
Jusqu'aux débuts du XXe siècle les foires de Minot sont parmi les plus importantes du Châtillonnais : céréales, bétail et laines.
Dans les années 1970, quatre ethnologues (Tina Jolas, Marie-Claude Pingaud, Yvonne Verdier et Françoise Zonabend) mènent une enquête pionnière dans le village, concernant notamment les relations de parenté et les représentations de l'histoire locale,.

## Politique et administration

### Maires successifs
| Période                                  | Période    | Identité                              | Étiquette | Qualité                                                |
| ---------------------------------------- | ---------- | ------------------------------------- | --------- | ------------------------------------------------------ |
| 1876                                     | 1879       | Pierre Potey                          |           |                                                        |
| 1879                                     | 1883       | Jean Baptiste Senet                   |           | Notaire                                                |
| 1883                                     | 1891       | Nicolas Mathieu Jacotot               |           |                                                        |
| 1891                                     | 1896       | Jean Monniot                          |           |                                                        |
| 1896                                     | 1904       | Louis Philippe Charles Nicolas Chaume |           | Ancien Instituteur                                     |
| 1904                                     | 1919       | Charles Senet                         |           |                                                        |
| 1919                                     | 1920       | Gustave Bornier                       |           |                                                        |
| 1920                                     | 1925       | Victor Auguste Chalopin               |           |                                                        |
| 1925                                     | après 1932 | Louis Bourceret                       |           |                                                        |
| vers 1935                                | 1965       | M. Bertrand                           |           | Maire de Minot pendant près de 30 années               |
| 1965                                     | 04/04/2014 | Henri Julien                          | UMP       | Conseiller général du canton d'Aignay-le-Duc 1970-2015 |
| 04/04/2014                               | 25/05/2020 | Monique Ormancey                      |           | Conseillère municipale de Minot depuis 2008            |
| 25/05/2020                               | en cours   | Frédérique Voizeux                    |           |                                                        |
| Les données manquantes sont à compléter. |            |                                       |           |                                                        |

Minot appartient : à l'arrondissement de Montbard, au canton de Châtillon-sur-Seine et à la communauté de communes du Pays Châtillonnais.

### Élections départementales des 22 et 29 mars 2015

#### Le1ertourdu 22 mars 2015
Jusqu'en 2014, Minot fait partie du canton d'Aignay-le-Duc. Avec la réforme territoriale et le redécoupage des cantons, le canton d'Aignay-le-Duc est supprimé ; Minot fait dorénavant partie de celui de Châtillon-sur-Seine.
- Nombre d'électeurs inscrits : 195 ;
- Nombre de votants : 110 ;
- Taux de participation : 56,41 % ;
- Nombre de suffrages exprimés : 97 (six enveloppes vides, deux bulletins blancs et cinq bulletins nuls).

|   | Noms des candidats                   | Courant politique | Suffrages obtenus (Minot) | Pourcentage (Minot) | Pourcentage (canton) |
| - | ------------------------------------ | ----------------- | ------------------------- | ------------------- | -------------------- |
| 1 | Valérie Bouchard et Hubert Brigand   | DVD               | 54 voix                   | 55,67 %             | 52,68 %              |
| 2 | Martine Rossi et Ambroise Savatier   | FN                | 30 voix                   | 30,93 %             | 30,88 %              |
| 3 | Catherine Cosial et Jean-Paul Rommel | DVG               | 13 voix                   | 13,40 %             | 16,44 %              |

#### Le second tour du 29 mars 2015
Le binôme Valérie Bouchard - Hubert Brigand étant élu au premier tour, il n'y a pas de second tour pour le canton de Châtillon-sur-Seine.

### Élections régionales des 6 et 13 décembre 2015

#### Le premier tour du 6 décembre 2015
- Nombre d'électeurs inscrits : 197 ;
- Nombre de votants : 118 ;
- Taux de participation : 59,90 % ;
- Nombre de suffrages exprimés : 109 (huit bulletins blancs et un bulletin nul).

|    | Noms des candidats    | Courant politique | Suffrages obtenus (Minot) | Pourcentage (Minot) | Pourcentage (région) |
| -- | --------------------- | ----------------- | ------------------------- | ------------------- | -------------------- |
| 1  | François Sauvadet     | LR-UDI            | 59 voix                   | 54,13 %             | 24,00 %              |
| 2  | Sophie Montel         | FN                | 31 voix                   | 28,44 %             | 31,48 %              |
| 3  | Marie-Guite Dufay     | PS-PRG            | 7 voix                    | 06,42 %             | 22,99 %              |
| 4  | Maxime Thiebaut       | DLF               | 6 voix                    | 05,50 %             | 05,17 %              |
| 5  | Julien Gonzales       | AEI               | 3 voix                    | 02,75 %             | 02,14 %              |
| 6  | Charles-Henri Gallois | UPR               | 2 voix                    | 01,83 %             | 00,92 %              |
| 7  | Cécile Prudhomme      | EELV              | 1 voix                    | 00,92 %             | 03,91 %              |
| 8  | Christophe Grudler    | MoDem             | 0 voix                    | 00,00 %             | 03,26 %              |
| 9  | Nathalie Vermorel     | FDG               | 0 voix                    | 00,00 %             | 04,62 %              |
| 10 | Claire Rocher         | LO                | 0 voix                    | 00,00 %             | 01,51 %              |

#### Le second tour du 13 décembre 2015
- Nombre d'électeurs inscrits : 197 ;
- Nombre de votants : 134 ;
- Taux de participation : 68,02 % ;
- Nombre de suffrages exprimés 124 (5 bulletins blancs et 5 bulletins nuls):

|   | Noms des candidats | Courant politique | Suffrages obtenus (Minot) | Pourcentage (Minot) | Pourcentage (région) |
| - | ------------------ | ----------------- | ------------------------- | ------------------- | -------------------- |
| 1 | François Sauvadet  | LR-UDI            | 77 voix                   | 62,10 %             | 32,89 %              |
| 2 | Sophie Montel      | FN                | 36 voix                   | 29,03 %             | 32,44 %              |
| 3 | Marie-Guite Dufay  | PS et alliés      | 11 voix                   | 08,87 %             | 34,68 %              |

### Élections européennes

#### Élections européennes du 7 juin 2009
- Nombre d'électeurs inscrits : 220 ;
- Nombre de votants : 102 ;
- Taux de participation : 46,36 % ;
- Nombre de suffrages exprimés : 96 (six bulletins blancs et nuls).

|    | Courant politique | Suffrages obtenus | Pourcentage (Minot) | Pourcentage (France) |
| -- | ----------------- | ----------------- | ------------------- | -------------------- |
| 1  | UMP               | 50 voix           | 52,08 %             | 27,88 %              |
| 2  | EELV              | 11 voix           | 11,46 %             | 16,28 %              |
| 3  | MoDem             | 10 voix           | 10,42 %             | 08,46 %              |
| 4  | DLF               | 6 voix            | 06,25 %             | 01,77 %              |
| 5  | DVD               | 6 voix            | 06,25 %             | 04,88 %              |
| 6  | PS                | 5 voix            | 05,21 %             | 16,48 %              |
| 7  | AEI               | 2 voix            | 02,08 %             | 03,63 %              |
| 8  | NPA               | 2 voix            | 02,08 %             | 04,88 %              |
| 9  | LO                | 2 voix            | 02,08 %             | 01,20 %              |
| 10 | FDG               | 1 voix            | 01,04 %             | 06,05 %              |
| 11 | FN                | 1 voix            | 01,04 %             | 06,34 %              |

Les 8 autres listes n'ont reçu aucun suffrage.

#### Élections européennes du 25 mai 2014
- Nombre d'électeurs inscrits : 202 ;
- Nombre de votants : 102 ;
- Taux de participation : 50,50 % ;
- Nombre de suffrages exprimés : 100 (deux bulletins blancs).

|   | Courant politique | Suffrages obtenus | Pourcentage (Minot) | Pourcentage (France) |
| - | ----------------- | ----------------- | ------------------- | -------------------- |
| 1 | UMP               | 48 voix           | 48,00 %             | 20,81 %              |
| 2 | FN                | 20 voix           | 20,00 %             | 24,86 %              |
| 3 | DLR               | 10 voix           | 10,00 %             | 05,98 %              |
| 4 | UDI-MoDem         | 8 voix            | 08,00 %             | 09,94 %              |
| 5 | Nous citoyens     | 6 voix            | 06,00 %             | 04,37 %              |
| 6 | EELV              | 4 voix            | 04,00 %             | 08,95 %              |
| 7 | PS                | 2 voix            | 02,00 %             | 13,98 %              |
| 8 | FDG               | 2 voix            | 02,00 %             | 06,33 %              |

Les 15 autres listes n'ont reçu aucun suffrage.

## Démographie
L'évolution du nombre d'habitants est connue à travers les recensements de la population effectués dans la commune depuis 1793. Pour les communes de moins de 10 000 habitants, une enquête de recensement portant sur toute la population est réalisée tous les cinq ans, les populations de référence des années intermédiaires étant quant à elles estimées par interpolation ou extrapolation. Pour la commune, le premier recensement exhaustif entrant dans le cadre du nouveau dispositif a été réalisé en 2006.

En 2022, la commune comptait 188 habitants, en évolution de +3,87 % par rapport à 2016 (Côte-d'Or : +0,82 %, France hors Mayotte : +2,11 %).
| 1793 | 1800 | 1806 | 1821 | 1831 | 1836 | 1841 | 1846 | 1851 |
| ---- | ---- | ---- | ---- | ---- | ---- | ---- | ---- | ---- |
| 755  | 745  | 720  | 649  | 699  | 718  | 710  | 700  | 661  |

| 1856 | 1861 | 1866 | 1872 | 1876 | 1881 | 1886 | 1891 | 1896 |
| ---- | ---- | ---- | ---- | ---- | ---- | ---- | ---- | ---- |
| 650  | 629  | 614  | 540  | 523  | 523  | 513  | 472  | 401  |

| 1901 | 1906 | 1911 | 1921 | 1926 | 1931 | 1936 | 1946 | 1954 |
| ---- | ---- | ---- | ---- | ---- | ---- | ---- | ---- | ---- |
| 371  | 381  | 361  | 292  | 308  | 319  | 330  | 369  | 371  |

| 1962 | 1968 | 1975 | 1982 | 1990 | 1999 | 2006 | 2011 | 2016 |
| ---- | ---- | ---- | ---- | ---- | ---- | ---- | ---- | ---- |
| 348  | 359  | 349  | 285  | 240  | 229  | 243  | 207  | 181  |

| 2021 | 2022 | - | - | - | - | - | - | - |
| ---- | ---- | - | - | - | - | - | - | - |
| 185  | 188  | - | - | - | - | - | - | - |

## Lieux, monuments et pôles d'intérêt
En 2016, la commune compte 2 monuments inscrits à l'inventaire des monuments historiques, 26 monuments ou édifices répertoriés à l'inventaire général du patrimoine culturel, 1 éléments classés à l'inventaire des objets historiques et 47 objets répertoriés à l'I.G.P.C.
- L'église Saint-Pierre (XIIe siècle-XIVe siècle) dont la taille reflète bien l'importance de Minot lors de sa construction  Classé MH (1941)[29]. La nef et ses bas-côtés sont du XVe siècle), renforcés par des contreforts au XIXe siècle), le porche a été rajouté à la fin du XVIIIe siècle). Elle abrite quelques statues anciennes et un remarquable retable en bois sculpté, polychrome et doré, du XVIIe siècle.
- Château de Minot des XVe et XVIIe siècle, privé  Inscrit MH (1992)[30].
- Plusieurs croix, maisons, fermes et lavoirs anciens dans le village sont référencés IGPC.
- Deux ponts dont le pont Sebot, sur la Digeanne.
- Halle en bois et pierre de taille de 1830 (IGPC 1989)[31].

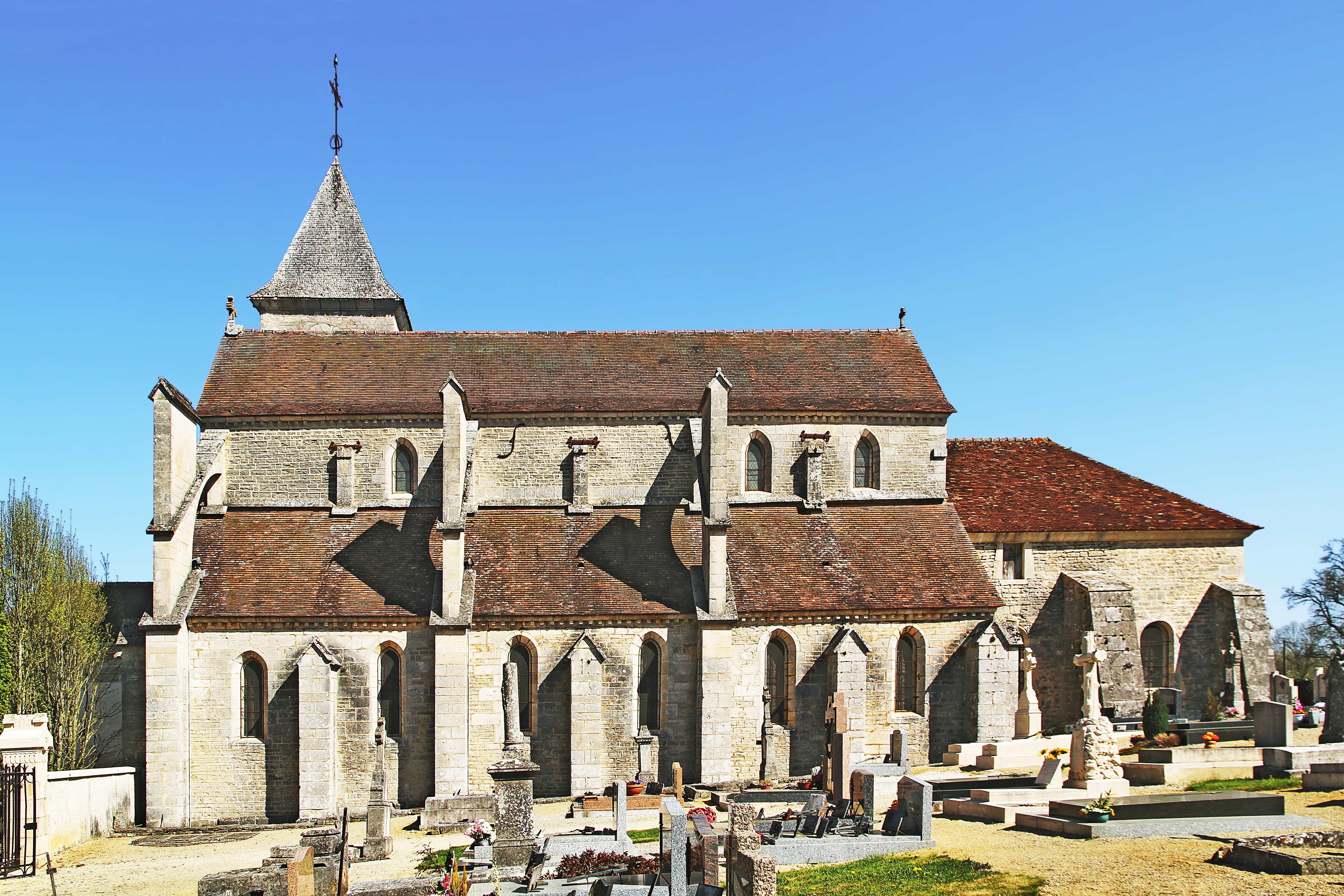
Église Saint-Pierre, ancienne abbatiale.
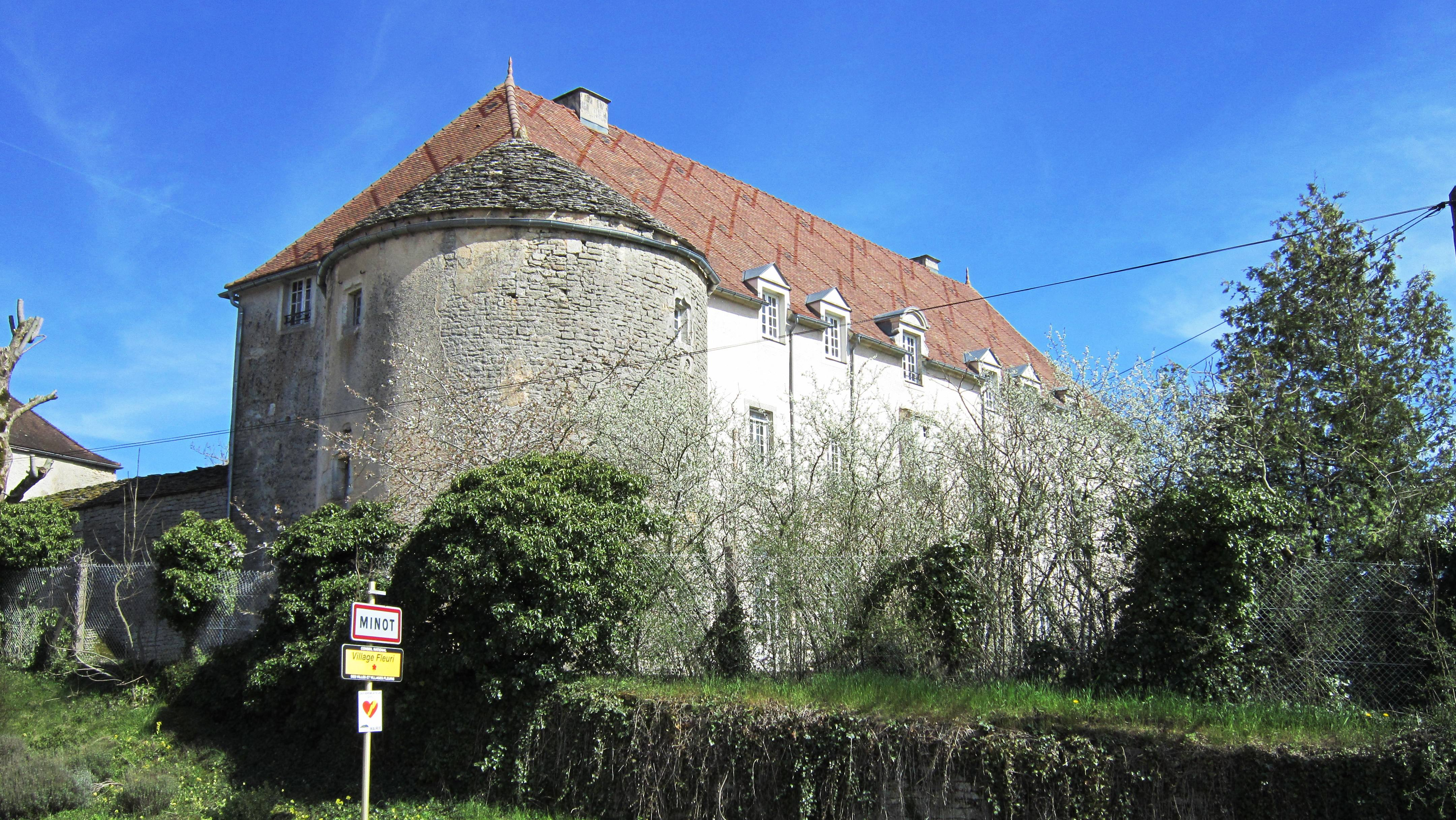
Le château
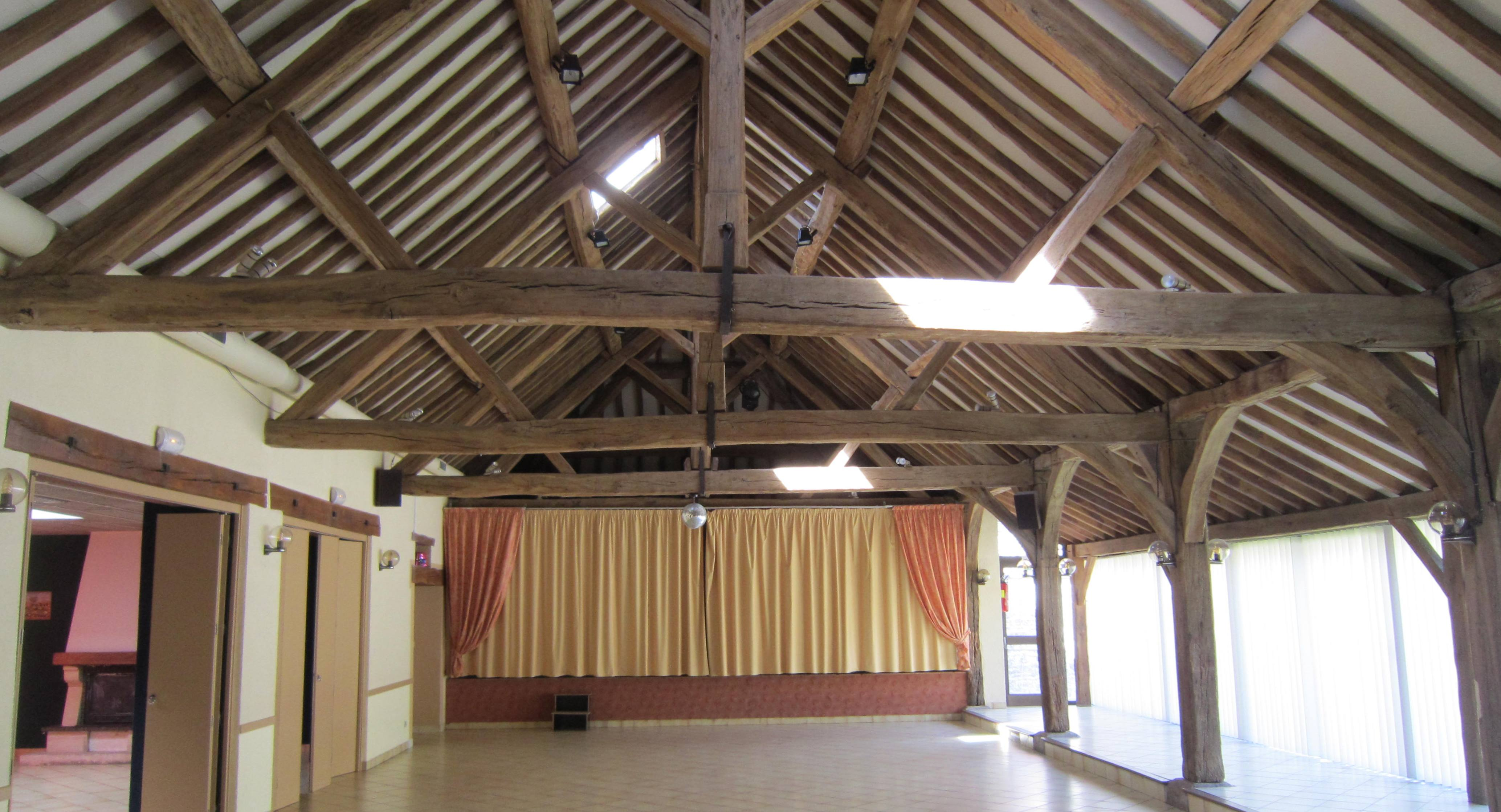
La halle

## Personnalités liées à la commune
- Jacob Couturier (1737-1805), curé de Salives, homme politique né à Minot, député du clergé aux Etats généraux de 1789.

## Héraldique
| Blason de Minot | Blason  | Tiercé en pairle : au 1er de gueules aux deux pics de mineur d'argent passés en sautoir, au 2e d'azur au lion d'or, au 3e d'argent aux trois merlettes de sable. |
| Blason de Minot | Détails | Les pics figurent sur les armoiries pour illustrer le fait que Minot est une ancienne ville minière. Le statut officiel du blason reste à déterminer.            |